# موتورسواران افراطی
موتورسواران افراطی (به انگلیسی: Radikal Bikers) یک بازی آرکید مسابقه ای است که توسط شرکت اسپانیایی گائلکو در سال ۱۹۹۸ توسعه یافته‌است، همچنین یک سورس انحصاری برای پلی استیشن نیز توسط Bit Managers توسعه یافته‌است و فقط در اروپا منتشر شده‌است. دنباله معنوی این بازی Smashing Drive بود.

## گیم پلی
رادیکال بایکرز در یک محیط مدیترانه ای قرار دارد، و بر داستان آن مربوط به یک پیتزا فروش است که در ترافیک سنگین با یک اسکوتر ایتالیایی باید پیتزا هارا تحویل دهد. نسخه آرکید دارای سه سطح دشواری است که با هر یک از مکان‌های مختلف مطابقت دارد: Margherita (آسان، در میلان)، Capricciosa (متوسط، در رم) و Diabola (سخت، در ناپل). اگر هر چهار مسابقه را در یک سطح برنده شوید، می‌توانید سطح بعدی را رایگان بازی کنید. در همین حال، نسخه پلی استیشن شامل چهار مکان دیگر بعلاوهٔ سه مکان اصلی به عنوان نقشه‌های انحصاری توسعه یافته‌است: Marinara (که در ونیز اتفاق می‌افتد)، Fantasia (قطعات در پاریس)، Reggiana (در لندن) و Americana (واقع در نیویورک).)

### نکته‌ها
- برنده یک مسابقه - +50000 (Arcade) / تا +10000 (Radikal)؛
- Power-up را دریافت کنید - +1000 (Arcade) / +100 (Radikal) هر کدام.
- تخریب‌های پاور کیک - +1000 (Arcade) / +100 (Radikal) هر کدام.
- گرفتن یک امتیاز اضافی - هر کدام +3000 (Arcade) / +400 (Radikal).
- گرفتن یک پاور آپ بد - هر کدام -۱۰۰.

### پاور آپ‌ها
- توربو - با حرف "T" نشان داده می‌شود که سرعت بالا را نشان می‌دهد که با پاور کیک ناسازگار است.
- پاور کیک - با "بمب" نشان داده می‌شود، که به شما امکان می‌دهد ماشین‌ها را با لگد زدن به پهلو برای امتیاز منفجر کنید و همچنین با توربو ناسازگار است.
- امتیاز اضافی - نشان داده شده با "+$"، که امتیازی معادل ۳۰۰۰ امتیاز در حالت Arcade یا ۴۰۰ امتیاز در حالت Radikal می‌دهد.
- زمان اضافی - نشان داده شده توسط "ساعت شنی"، که +۱ ثانیه زمان را نشان می‌دهد.
- جوکر - نشان داده شده با "؟"، که به‌طور تصادفی قدرت یا امتیاز اضافی می‌دهد، که در واقع بر اساس موقعیت آن و دوچرخه سواری است که انتخاب می‌کنید.

### شخصیت‌ها
در نسخه Arcade عبارتند از:
- کارلو - از "پیتزای مانیک پائولو"؛
- Gino - از "Frenzy Mario Pizza"، اما در نسخه PlayStation با نام جدید Paolo وجود دارد.
- نینا - از "Paolo's Maniak Pizza"، اما در نسخه پلی استیشن (زیر لباس و رنگ متفاوت) با نام Mbelle وجود دارد.
- سوفیا – از «Frenzy Mario Pizza» در نسخه پلی استیشن بازی نیز حضور دارد.

در نهایت، در نسخه پلی استیشن سه شخصیت جدید وجود دارد: آلبرت، گاس و نودلز.

## نقد
| ناشر            | امتیاز | امتیاز    |
| ناشر            | آرکید  | پلی‌استیشن |
| --------------- | ------ | --------- |
| نکست جنریشن     | [ ۶ ]  | ن/م       |
| MAN!AC          | ن/م    | 46%       |
| Mega Fun        | ن/م    | 49%       |
| MeriStation     | ن/م    | 5.8/10    |
| Power Unlimited | ن/م    | 61/100    |
| Video Games     | ن/م    | 33%       |

نکست جنریشن نسخه آرکید بازی را بررسی کرد و به آن چهار ستاره از پنج امتیاز داد و اظهار داشت که «این بازی جواهر است و مانند او وجود ندارد و مطمئناً لبخند را بر لبان شما خواهد آورد».